# Mary Meilak
Mary Meilak (Rabat, 9 agosto 1905 – 1º gennaio 1975) è stata una poetessa maltese prima donna maltese a pubblicare una raccolta di poesie..
Meilak era contemporanea di Ġan Anton Vassallo, Dwardu Cachia, Dun Karm, Anastasio Cuschieri, Ninu Cremona, Ġuze Delia, Ġorġ Zammit, Ġorġ Pisani e Anton Buttigieg.

## Biografia
Nata a Victoria, Gozo, il 9 agosto 1905, da Ġorġ e Mananni, Meilak ha ricevuto la sua formazione presso la Central School di Gozo.
Meilak ha lavorato negli uffici governativi per diciassette anni, fino a diventare insegnante nel 1942. Ha ottenuto grandi soddisfazioni dall'insegnamento e ha mantenuto la sua posizione fino alla pensione venti anni dopo.
Meilak scrisse la sua prima poesia, Faxx Nemel (A Trail of Ants), quando aveva 25 anni, nel 1930. Nel 1945 pubblicò la sua prima raccolta di poesie, intitolata Pleġġ il-Hena (A Pledge to Joy). Ha anche pubblicato due volumi di saggi intitolati Nirraġunaw u Nitbissmu (Let's Reason and Smile), tre romanzi intitolati Nokkla Sewda (Black Locks), San Nikola tal-Venturi (St Nicolas of Venturi) e It-Tewmin tal-Birgu (The Twins of Vittoriosa), oltre a due opere e alcune operette.
Una serie di poesie ancora inedite mostrano un lato diverso da Meilak, con opere che hanno fatto luce sulle sue esperienze e prospettive durante la seconda guerra mondiale . Queste poesie sono la prova delle simpatie di Meilak per l'Impero britannico, così come il suo intenso patriottismo, che è evidente in poesie che usano il linguaggio iperbolico e incoraggiante che spesso si trova nella letteratura bellica.
Per molti anni, Meilak ha anche contribuito regolarmente a Leħen is-Sewwa (La voce della verità), una pubblicazione stabilita dalle autorità ecclesiastiche di Malta il 1º settembre 1928 e che è ancora gestita da volontari della Malta Catholic Action. Molte delle poesie che Meilak ha contribuito a questa pubblicazione erano di natura religiosa, tra cui una serie di opere relative alla Passione di Cristo, che sono state raccolte in un volume sotto il titolo L-Istrumenti tal-Passjoni (Strumenti della Passione) curato da Frank L. Mercieca nel 2005.
Meilak morì il 1º gennaio 1975, all'età di 70 anni. Nel centenario della sua nascita nel 2005 , un monumento commemorativo è stato eretto in suo onore nella sua città natale di Victoria.

## Stile e temi
L-Akkademja tal-Malti descrive Meilak come l'unica voce femminile tra i poeti romantici maltesi che lavoravano nella prima metà del XX secolo. Come osserva Oliver Friggieri:
 "Mary Meilak non solo si distingue dagli altri poeti in quanto non allude all'angoscia esistenziale e storica del suo tempo, ma anche perché la sua forma di espressione è al suo meglio quando getta una lente fantastica sul mondo che la circonda".
Ġużè Aquilina e Peter Serracino Inglott osservano anche che Meilak aveva una mano rapida e uno stile tecnicamente interessante in quanto (forse a sua insaputa) tendeva a utilizzare la metrica trovata nella poesia araba piuttosto che nelle forme letterarie greche e italiane che influenzò la maggior parte dei suoi contemporanei.
Il verso di Meilak è noto per la sua facilità e accessibilità, abbracciando voli colorati di fantasia, una visione della natura come orizzonte illimitato, temi religiosi, l'uso di allitterazione e onomatopea e altri elementi che le conferiscono il tono semplice e melodioso che la caratterizza identità poetica. È questa leggerezza che traspare attraverso il suo lavoro che ha portato il Prof. Oliver Friggieri a paragonare Meilak a "una maga che trasforma la vita interiore in parole".

### Opere
- Pleġġ il-Hena (1945)
- Nirraġunaw u Nitbissmu 1 (1946)
- Nirraġunaw u Nitbissmu 2 (1947)
- Dawra Misterjuża (1947)
- Villa Meylak: Ġonna ta 'Kulħadd (1947)
- Album: Poeżiji (1947)
- Nokkla Sewda (1958)
- Songs You Will Like (1971)
- L-Istrumenti tal-Passjoni (2005)